# José de Freitas
José de Freitas is een gemeente in de Braziliaanse deelstaat Piauí. De gemeente telt 36.485 inwoners (schatting 2009).